# 79式舟桥
79式舟桥器材，是中国人民解放军工程兵舟桥部队的主力渡河舟桥器材，是苏联的ПМП舟桥的变型产品。舟桥是指架设制式浮桥的器材。全套79式舟桥器材包括2个岸边全型舟、14个河中全型舟、8艘79式舟桥汽艇、1套渡河侦察设备、1套交通指挥设备、1套冬季渡河专用设备和4套路面板。使用黄河JN252军用越野卡车（称作舟车）承载运输舟桥。79式舟桥器材由工程兵科研一所一室研制，江苏无锡红旗造船厂、湖北赤壁国营第446厂（华舟厂）生产。79式带式舟桥和汽艇达到了当时世界先进水平，1985年荣获国家科学技术进步一等奖。現在已經用GZM003履帶式重型自行舟橋系統和GQL111輪式重型機械化橋替代。
研制79式舟桥之前，解放军装备的62式舟桥是桥板、桥桁和舟体(即浮舟或桥脚舟)分置、笨重复杂。这类舟桥叫做桥脚舟分置式舟桥，完全靠人力拼接架设，体力劳动繁重，使用兵力多,架设速度慢,不便于夜间作业,不能满足现代战争的要求。62式舟桥的每块桥面板重达90千克，达到了人力架设时的极限。74式舟桥完全不同，已经是舟体与上部结构制成了一体的承重密封钢制浮箱，称作带式舟桥器材。架设浮桥时，浮舟沿着浮桥纵轴连续紧密拼接就完成了浮桥的架设。但74式舟桥的浮舟是两折的半舟，即由两只单舟绞接组成，只构成了浮桥桥面宽度的一半，需要两节半舟在水中拼接为全型舟才是完整的一段浮桥。因此，如果用1/4套74式重型舟桥开设发桥，其载重量为25吨。
由79式舟桥器材可以在短时间内架设成连续的带式舟桥。带式舟桥是一条容许重50吨坦克纵队通过的长长的浮桥，由一节一节的河中舟与岸边舟（二者合称节套舟）沿着舟桥的纵向拼接而成。每节节套舟由4个单舟绞接在一起构成，每个单舟是一个密封的浮箱及桥面，4个单舟展开时就构成了一段完整的浮桥。节套舟在陆地上处于“W”型折叠状态，由一辆舟车运输。架设舟桥时，舟车到泛水场倒车至水边，固定销松开，折叠的节套舟在车载绞盘控制下滑落泛水，入水后组成节套舟的4个单舟利用水的浮力和铰接扭力杆的预加内力自动打开展平，全形舟连接后，组合成门桥，汽艇牵引门桥进入桥轴线拼接架设位置。带式舟桥桥面有凹槽，防止车辆通行时打滑。
79式舟桥可以在流速不大于2.5米/秒的江河架设109米长的50吨浮桥。当重载荷（如坦克）通过时舟桥是单行道，由每节河中舟居中的两个单舟共同承载坦克行驶重量。当轴压力小于13吨的轻载荷如汽车通过时舟桥是双行道。也可以把每节节套舟拆开，由2个单舟为一个横向单元，宽度由6.6米减为3.3米，连接架设148米长的20吨浮桥。这对于部队在战时克服宽阔江河非常必要。此时，坦克等重装备可以靠门桥漕渡（门桥相当于装载人员、装备的驳船，在汽艇推送下浮渡克服水障）。不同节数的79式河中舟连接皆可以构成3舟40吨门桥、5舟60吨门桥、10舟110吨门桥，最大可漕渡轴压力90吨以下的荷载过河。门桥装载、卸载时不需要架设码头，门桥自带跳板可以机械化操作，让坦克、汽车方便上下门桥。
节套舟是舟体（浮箱）、桥桁（承力构件）、桥板（桥面板）合一的密封钢制箱梁体。
1973年第四次中东战争时，埃及军队使用ПМП舟桥成功保障了地面部队渡过苏伊士运河。2008年汶川大地震后，都江堰到映秀镇的紫坪铺大桥震垮、公路因多处山体滑坡而中断。成都军区第13集团军工兵团舟桥营构筑4个80吨漕渡门桥，开通紫坪铺水库大坝到映秀镇的岷江水上运输通道，把救灾人员、物资、挖掘机运入映秀镇，把伤员、受困民众运出灾区。